# منصب (مصطلى)

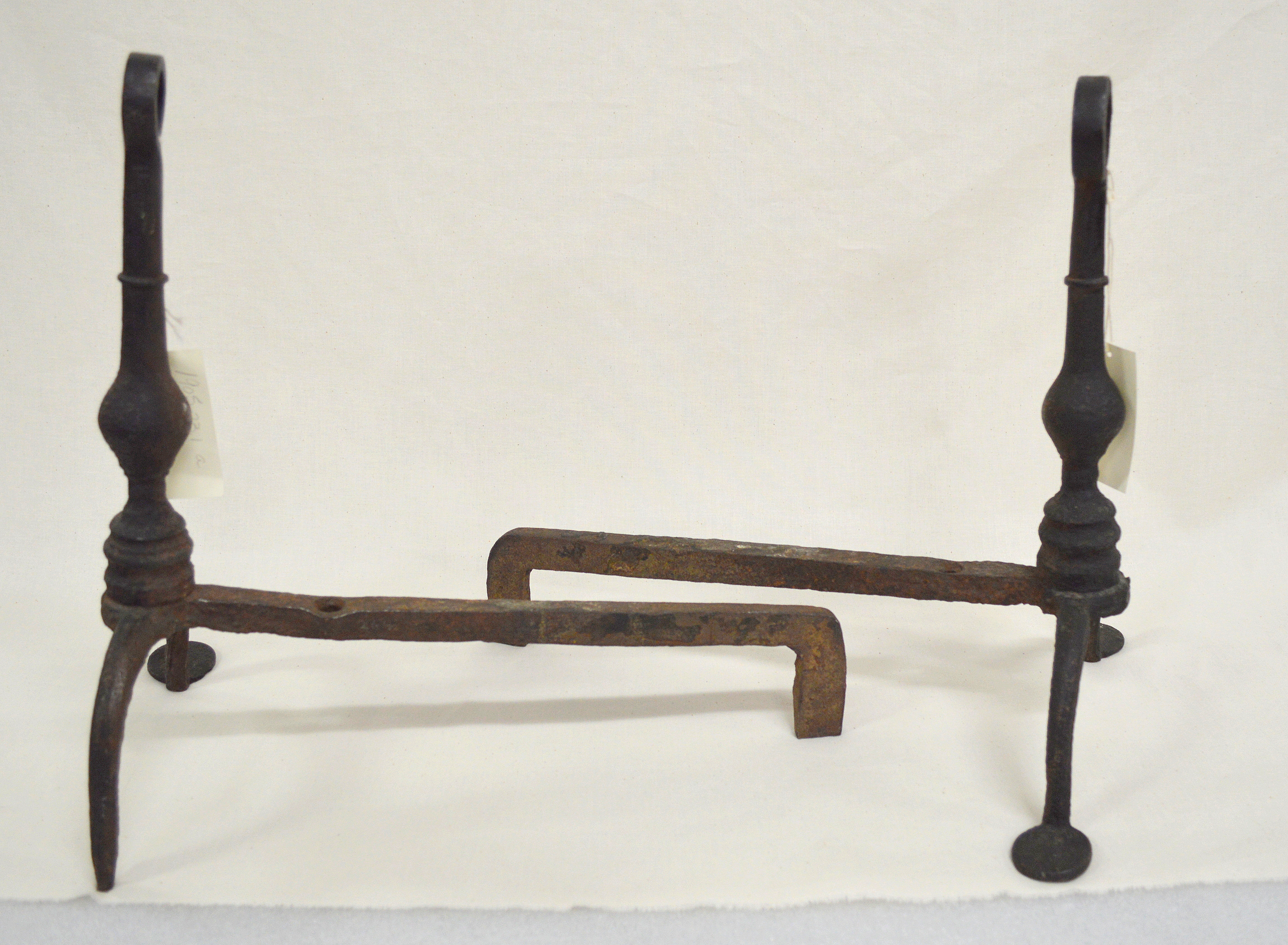
زوج منصب من الحديد المطاوع البسيط عام 1780 من أمريكا

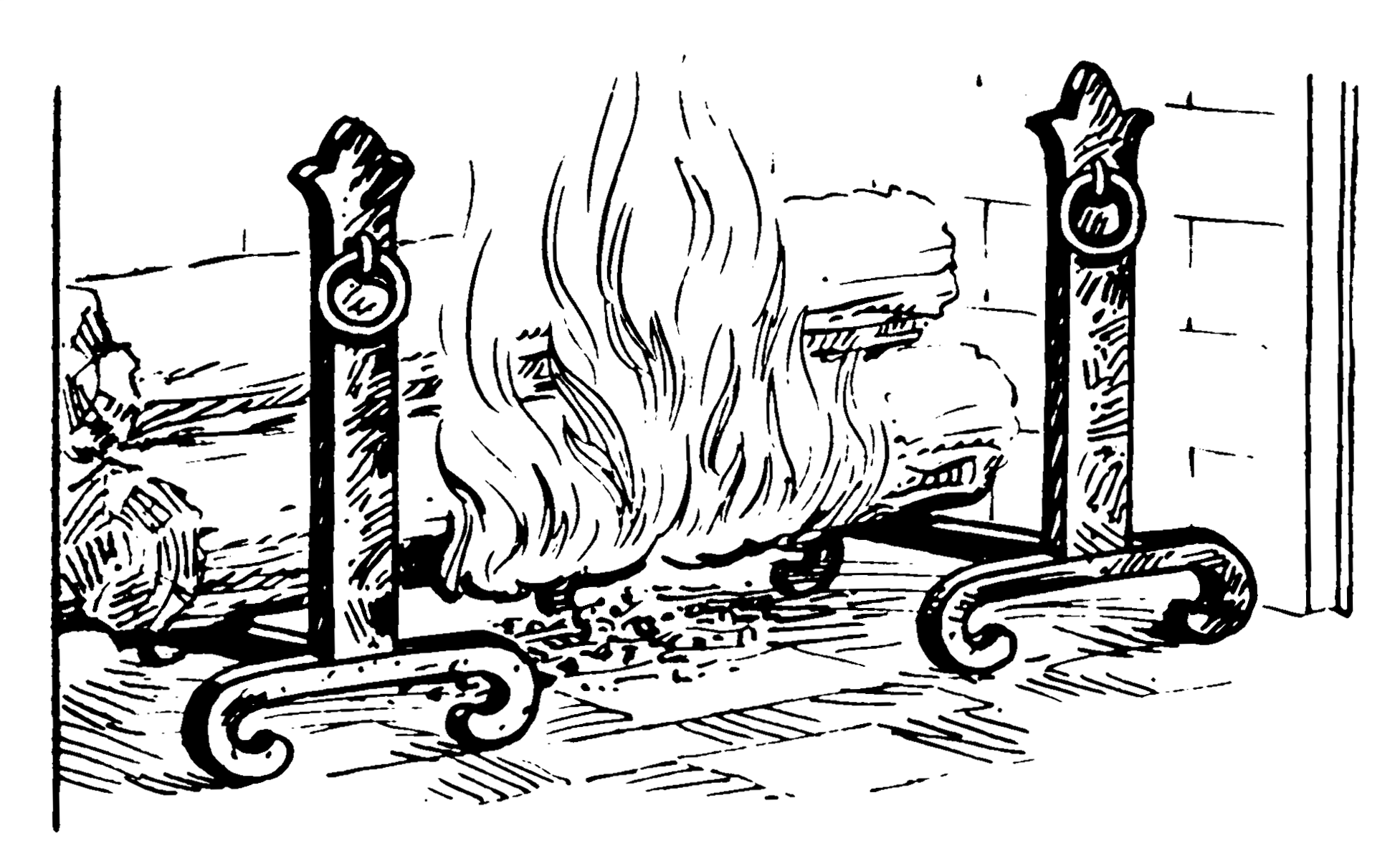
رسم للمنصب

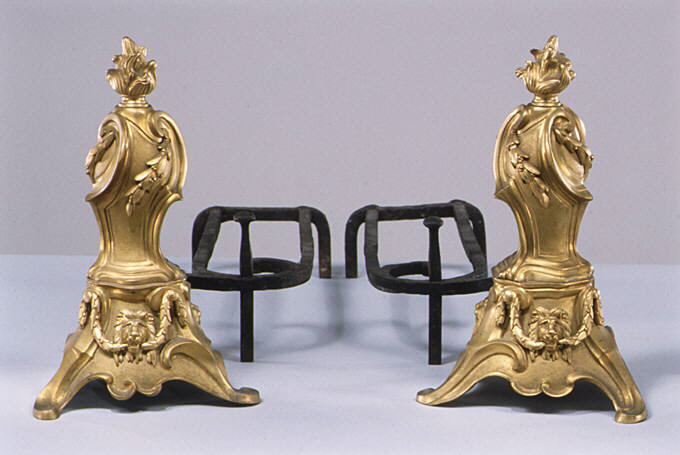
منصب فرنسي من أواخر القرن الثامن عشر من الحديد المطاوع

المَنصَب مسند للخشب المشتعل توجد عادةً في أزواج حيث توضيع جذوع الأشجار للحرق في مصطلىً مفتوح لينتشر الهواء تحت الحطب ما يسمح بحرق أفضل وأقل دخانًا. تتكون من عنصر عمودي طويل في المقدمة وقدمين على الأقل. هذا يمنع جذوع الأشجار من التدحرج إلى الغرفة وقد تكون مزخرفة. العنصر الآخر قطعة أفقية منخفضة تمتد خلفًا وتعمل على الاحتفاظ بالحطب من أسفل المصطللى.